# Rhadinaea omiltemana
Rhadinaea omiltemana — вид змій родини полозових (Colubridae). Ендемік Мексики.

## Поширення і екологія
Rhadinaea omiltemana мешкають в горах Південної Сьєрра-Мадре в центральному Герреро, в районі Чильпансінго. Вони живуть в сосново-дубових лісах та у вологих гірських лісах, в лісовій підстилці. Зустрічаються на висоті від 2226 до 2439 м над рівнем моря.